# Seoraksan
Seoraksan är ett berg i Gangwonprovinsen i östra Sydkorea. Berget är det tredje högsta i Sydkorea (efter Halla-san och Jirisan), och den högsta punkten i Taebaekbergen med en höjd på 1 708 meter. I närheten av berget finns staden Sokcho.
Området runt berget är upptaget i en nationalpark. Det har blivit ett omtyckt resmål, både för koreanska och internationella turister. Det brukar komma turister året om, men den mest gynnsamma årstiden är dock hösten. I områdena går det bra att vandra. 
Det finns en hel del vattenfall också. De mest berömda är förmodligen Yukdam och Biryeong. Det finns även många buddhisttempel i området.